# Tschiertschen
Tschiertschen (, toponimo tedesco e romancio) è una frazione di 212 abitanti del comune svizzero di Tschiertschen-Praden, nella regione Plessur (Canton Grigioni).

## Storia

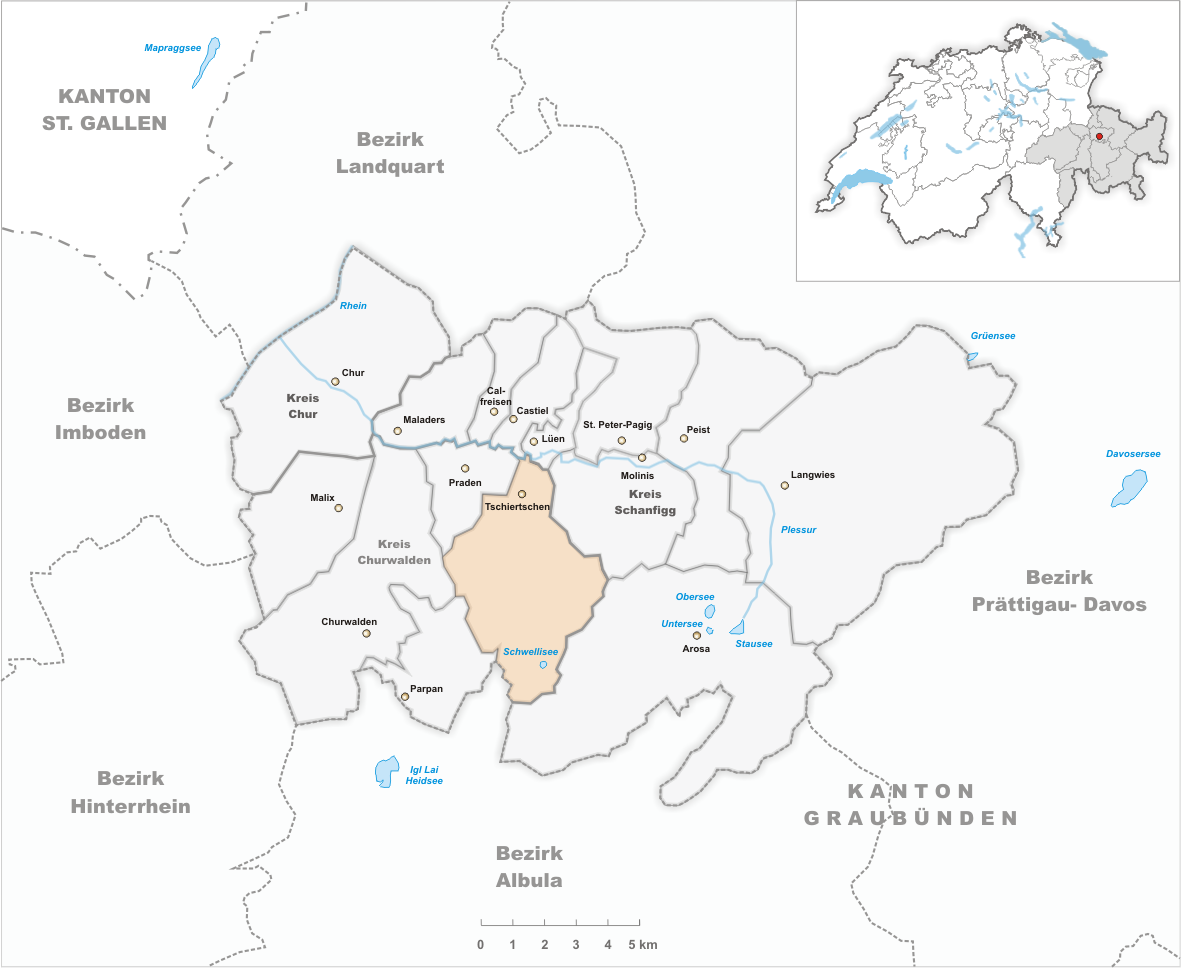
Il territorio del comune di Tschiertschen prima degli accorpamenti comunali del 2009

Già comune autonomo che si estendeva per 21,34 km², il 1º gennaio 2009 è stato accorpato all'altro comune soppresso di Praden per formare il nuovo comune di Tschiertschen-Praden.

## Monumenti e luoghi d'interesse
- Chiesa riformata, eretta nel 1550[1];
- Cappella dei Santi Giacomo e Cristoforo, attestata dal 1405[1].

## Società

### Evoluzione demografica
L'evoluzione demografica è riportata nella seguente tabella:
Abitanti censiti

### Lingue e dialetti
Già paese di lingua romancia, è stato germanizzato dal XVI secolo.

## Economia

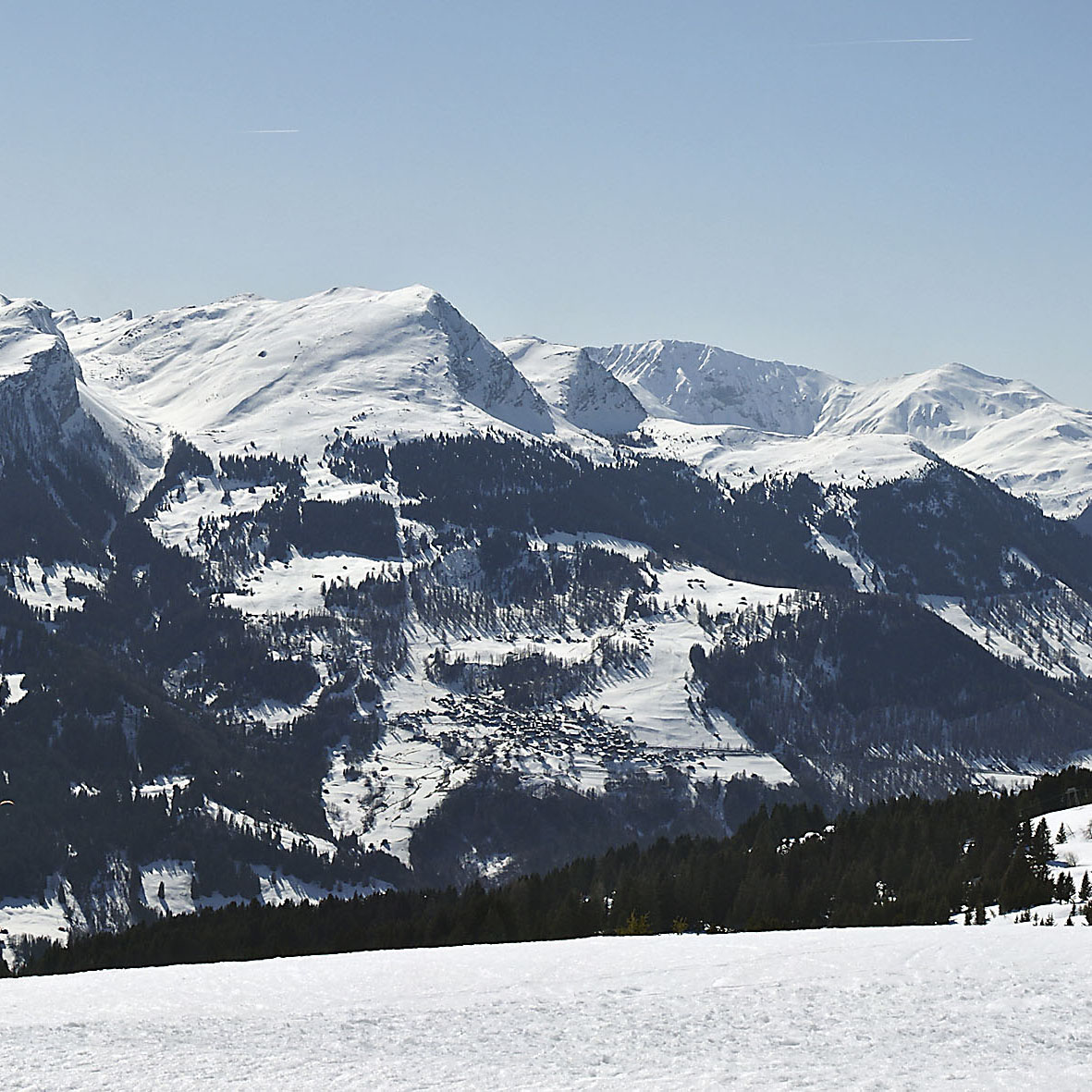
Piste sciistiche sul Gürgaletsch

Tschiertschen è una località di villeggiatura estiva e invernale (stazione sciistica sviluppatasi dal 1952).